# Paolo Scaroni
Pour les articles homonymes, voir Scaroni.
Paolo Scaroni (né le 28 novembre 1946 à Vicence) a été le PDG d'ENEL et d'Ente nazionale idrocarburi (ENI), et est le président de l'Associazione Calcio Milan.

## Biographie
Paolo Scaroni suit ses études au lycée Antonio Pigafetta à Vicence. Paolo Scaroni  est diplômé de l'Université Bocconi de Milan dans le domaine de l'économie en 1969. En 1973, il obtient un MBA de la Columbia Business School à New York.

## Carrière
En 1969, Scaroni rejoint Chevron (entreprise) pour trois ans. Après l'obtention de son MBA, Scaroni rejoint McKinsey & Company. En 1973, il rentre chez Saint-Gobain, où il occupe différents postes, culminant avec sa nomination comme président de la division verre plat. En 1985, il est nommé directeur général de Techint.
En 1996, il déménage au Royaume-Uni pour diriger le groupe Pilkington.
De mai 2002 à mai 2005, il est PDG d'Enel, le principal fournisseur d'électricité en Italie. Chez Enel, Paolo Scaroni engage un véritable changement en abandonnant le modèle multi-utilitaire d'entreprise traditionnelle, soutenue par son prédécesseur Franco Tatò, en mettant l'accent sur le secteur de l'énergie de base. Sous son mandat, Enel s'engage dans la transition énergétique, et crée une unité d'énergie éolienne.
En 2005, il devient président de l'Alliance Boots avant de prendre le poste de PDG d'Eni en 2006. Il poursuit chez ENI la même stratégie de  concentration que chez Enel. Il veut replacer l'entreprise sur son cœur de métier, l'énergie, ainsi que restructurer ENI avec une plus grande intégration entre ses différentes divisions.
Paolo Scaroni  est aussi administrateur non-exécutif de Generali, vice-président non-exécutif de la Bourse de Londres et administrateur indépendant de Veolia Environnement.
De 1997 à 1999 Scaroni a été président de l'équipe de football de Vicence. Il est membre du Conseil de surveillance de la Columbia Business School. En outre, il est au Conseil de surveillance de la Fondazione Teatro alla Scala. En 2004, Paolo Scaroni est décoré de l'Ordre du Mérite du travail (Italie) et en novembre 2007, il reçoit la Légion d'honneur.
Le 21 juillet 2018 il devient le président et le directeur général (par intérim) de l'Associazione Calcio Milan. Paolo Scaroni continuer de conseiller des autorités et grandes entreprises sur la mise en œuvre de la transition énergétique. Il enseigne à l'Université Bocconi sur les enjeux de lutte contre le réchauffement climatique.

## Mises en causes et acquittements
Au cours de sa carrière, Paolo Scaroni a été impliqué dans quelques procédures judiciaires.
Dans le cadre du scandale massif « Tangentopoli » qui a affecté les partis politiques italiens d’après-guerre, en 1996, Scaroni a été condamné à un an et quatre mois de prison (en dessous de la limite d’exécution de la peine), et l’infraction a finalement été déclarée éteinte par le tribunal de Milan en 2001.
Par la suite, en tant que PDG d’ENEL et d’ENI, il a été impliqué dans trois enquêtes judiciaires (ENEL Porto Tolle, ENI/Saipem Algérie, ENI/Shell Nigeria) mais, sur celles-ci, il a été définitivement acquitté en 2017, 2020 et 2022 respectivement,,.